# Волков, Алексей Юрьевич
Алексей Юрьевич Волков (21 мая 1958, Алма-Ата, Казахская ССР, СССР) — казахстанский государственный деятель, дипломат.

## Биография
Родился 21 мая 1958 года в Алма-Ате.
В 1981 году окончил Казахский государственный университет им. С. М. Кирова по специальности историк.
- С 1981 по 1983 год — председатель профкома Казахского государственного университета.
- В 1983 году комиссар штаба студенческих строительных отрядов Алма-Атинского обкома ЛКСМК.
- С 1983 по 1986 год — аспирант Казахского государственного университета.
- С 1986 по 1988 год — ассистент Казахского политехнического института.
- С 1988 по 1989 год — советник информационно-аналитического управления МИД Казахстана.
- С 1989 по 1991 год — лектор, консультант Центрального Комитета Коммунистической партии Казахстана.
- С 1991 по 1992 год — консультант Министерства народного образования Казахстана.
- 1992 год — ответственный секретарь Конгресса предпринимателей Казахстана.
- С 1992 по 1996 год — второй, первый секретарь, заведующий отделом ООН, начальник управления ООН и специализированных международных организаций МИД Казахстана.
- С 1996 по 1997 год — советник Посольства Казахстана в Швейцарии.
- С 1997 по 1999 год — советник-посланник, заместитель постоянного представителя Казахстана при отделении ООН и других международных организациях в г. Женеве.
- С апреля 1999 по февраль 2002 года — заведующий секретариатом помощника Президента Казахстана Б. Ж. Утемуратова.
- С марта 2002 по май 2003 года — государственный инспектор канцелярии Администрации Президента Казахстана.
- С мая 2003 по июль 2005 года — вице-министр иностранных дел Казахстана.
- С августа 2005 по февраль 2012 года — Чрезвычайный и Полномочный Посол Республики Казахстан в Польше[1].
- С 24 февраля 2012[2] по март 2016 года — заместитель Министра иностранных дел Казахстана.
- С апреля 2016 по май 2021 года — Чрезвычайный и Полномочный Посол Республики Казахстан в Греческой Республике[3].

## Награды
- Орден «Құрмет» (2011)
- Орден Святой Марии Магдалены (2011, Автокефальной Православной церкви Польши)
- Командорский крест ордена Заслуг перед Республикой Польша (2012)
- Медали